# Stráž Knesetu

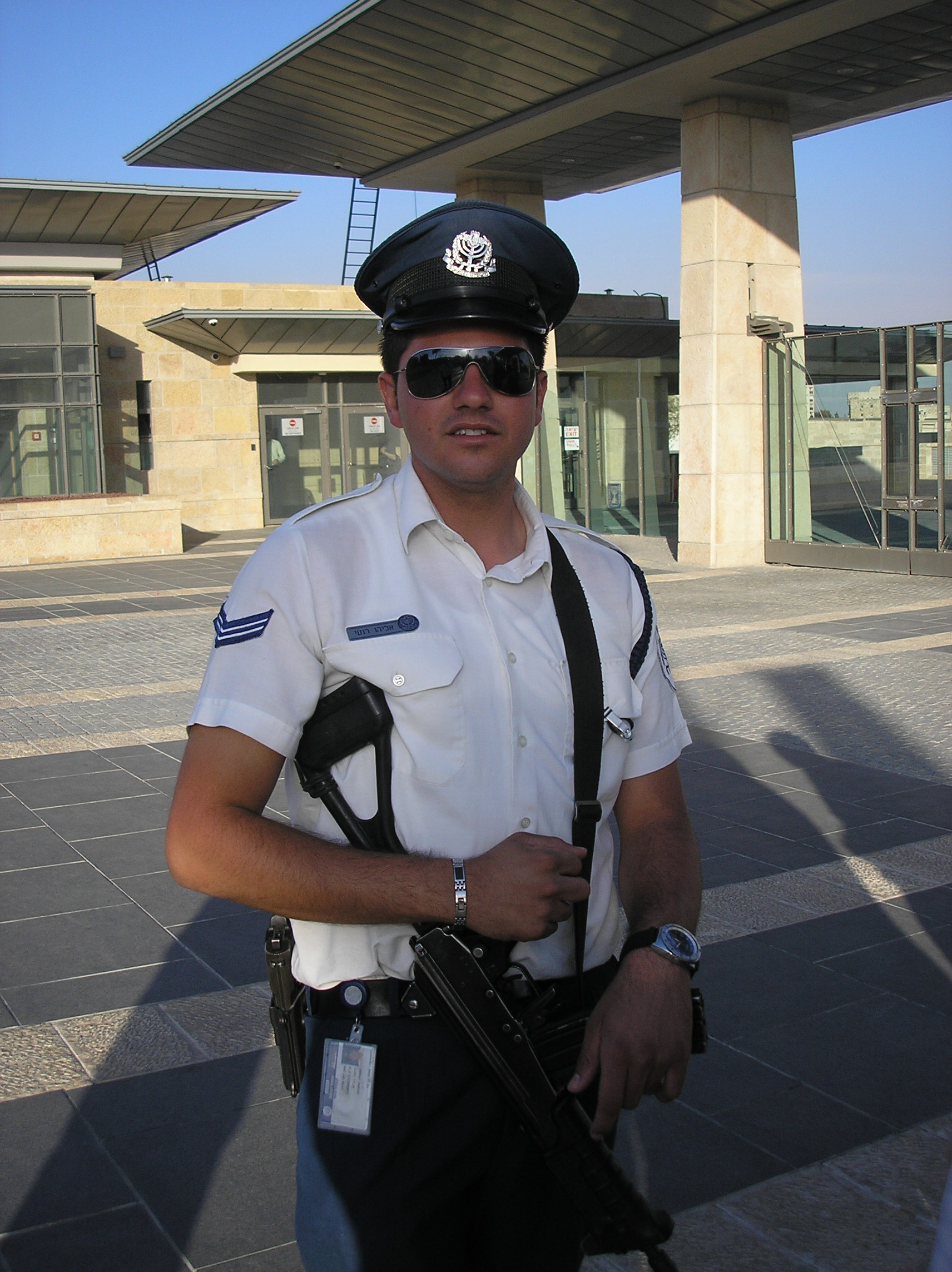
Člen stráže Knesetu před Knesetem

Stráž Knesetu (hebrejsky: משמר הכנסת, Mišmar ha-Kneset) je organizace zodpovědná za bezpečnost budovy Knesetu a ochrany jeho členů. Nejedná se však o vojenskou jednotku. Stráže jsou umístěny mimo budovu, zvláštní zřízenci pak uvnitř. Velitel stráže se označuje jako K'cin ha-Kneset (doslova „důstojník Knesetu“).
Kromě svých každodenních povinností plní stráž Knesetu ceremoniální úlohu při vítání vysokých státních představitelů a každoročně se účastní slavností na Herzlově hoře v předvečer Dne nezávislosti.